# Giuseppe Borsani (1850-1906)
Giuseppe Borsani (Abbiategrasso, 15 aprile 1850 – Ghiffa, 17 agosto 1906) è stato un politico e ingegnere italiano, deputato del Regno d'Italia.

## Biografia
Giuseppe Borsani, ingegnere civile, si dedicò alla vita politica: dopo essere stato volontario con Garibaldi, fu eletto deputato al Parlamento, senza tuttavia trascurare l'amore per la sua Abbiategrasso, di cui fu a lungo sindaco, ricoprendo cariche importanti anche presso la Provincia di Milano. 
Progettò il Cimitero di Abbiategrasso, realizzando la pregevole opera che ancora si può vedere e colà volle essere sepolto, anche se mancò a Ghiffa, nella casa della sorella Maria Borsani Baj. Ma, per un increscioso errore, la sua tomba venne demolita e le sue ossa vennero successivamente poste in una fossa comune nonostante la sua città, in segno di riconoscenza, gli avesse dedicato una lapide e intitolato una via in centro, la stessa via nella quale aveva abitato per anni.